# Меморіал жертвам гітлерівського геноциду (Яма)
Меморіал «Яма» — меморіал жертвам гітлерівського геноциду (Голокосту) на місці масового знищення в'язнів Мінського гетто під час II Світової війни в столиці Білорусі місті Мінську.
Меморіал розташований на розі вулиць Мельнікайте та Заславської.

## Опис
Меморіал «Яма» являє собою і справді доволі глибоку яму, викладену плитами, на дні якої встановлений обеліск з чорного граніту. До нього ведуть 17 сходинок. На обеліску російською та їдиш написано: «...Світла пам'ять на світлі часи п'яти тисячам євреїв, що загинули від рук заклятих ворогів людства — фашистсько-німецьких нелюдів. 2.03.1942 р...». Перед ним (обеліском) — круглий майданчик, викладений чорною бруківкою. 

Скульптурна композиція «Останній шлях».

Поряд зі сходами (вздовж них), що ведуть до центру Меморіалу, розташована бронзова скульптурна композиція «Останній шлях», що являє собою групу приречених на смерть мучеників, що спускаються на дно ями. Її авторство належить білоруському архітектору, Голові єврейських громад Бєларусі Леоніду Левіну, білоруському скульптору А. Фінський та скульптору із Ізраїлю Ельзі Поллак.
Тут же закладено алею Праведників народів світу, і з часом тут будуть висаджені численні дерева зі спеціальними дощечками з іменами тих людей, які рятували євреїв, ризикуючи власними життями, під час німецької окупації у II Світову.

## Історія
На цьому місці 2 березня 1942 року фашистами було розстріляно близько 5 тисяч в'язнів мінського гетто. Гранітний обеліск на вшанування страшної трагедії мінського і світового єврейства було становлено ще 1947 року.
Вже у наш час (1990-ті) було ухвалено рішення про увічнення трагедії в масштабнішому меморіалі, що й було здійснено в 2000 році, хоча загалом роботи з облаштування меморіалу тривали 8 років. При їх виконанні не застосовувалась техніка, також було вирішено не проводити розкопок. Згідно з першим варіантом проекту скульптурна група мала містити більше конкретики, хоча і доволі абстрактної (зокрема, повинні були бути фігури скрипаля чи вагітної жінки, що в принципі теж були б збиральними образами). Однак, урешті-решт кінцевий проект виявився більш естетично виразним, однак позбавленим відверто національного колориту.
Щороку 2 березня на території Меморіалу відбуваються траурні поминальні мітинги. Спілка білоруських єврейських організацій та громад виступають ініціаторами проведення Днів пам'яті Голокосту в Мінську проходять міжнародні «круглі столи», присвячені вивченню трагедії єврейства Білорусі.
Прикро відзначати, але Меморіал декілька разів піддавався проявам вандалізму.

## Виноски
1. ↑  У Мінську спаплюжено пам'ятник жертвам Голокосту на www.obozrevatel.com [Архівовано 30 травня 2009 у Wayback Machine.] (рос.)